# 이세미 (1984년)
이세미(1984년 2월 24일 ~ )는 대한민국의 가수, 배우, 쇼핑 호스트다. 1998년 드라마 '내일'로 데뷔하였고 2009년에서 2013년까지 트로트 걸그룹 LPG의 멤버로 활동하였다.

## 학력
- 안양예술고등학교 연극영화학과 졸업
- 동덕여자대학교 방송연예학과 졸업

## 출연 작품

### 드라마
- 1998년 EBS 청소년드라마 《내일》 - 이세미 역
- 2011년 드라마 《도깨비 뚜구닥》 - 아쵸융 역

### 방송
- 2012년 방송 《올리브 쇼 시즌2》
- 2016년 KBS2 《살림하는 남자들》
- KBS2 《슈퍼맨이 돌아왔다》 - 스폐설 가족

### 영화
- 2010년 영화 《주유소 습격사건2》 - 이세미 역

### 광고
- 2007년 공익광고협의회 인터넷 악성 댓글 공익광고